# 兵庫中央バス
兵庫中央バス株式会社（ひょうごちゅうおうバス）は、兵庫県多可郡多可町に本社を置くバス・タクシー事業者である。
貸切バスやタクシー事業、旅行業のほか、以前はコミュニティバスの運行も行っていた。

## 沿革
- 1958年 - 4月 タクシー事業創業。
- 1982年 - 6月 バス事業免許取得。

## コミュニティバス(乗合タクシー)
- 西脇市のコミュニティバスである、つくしバスの運行を受託していたが、現在は運行していない。※詳細は『つくしバス』の記事を参照
  - 市のコミュニティバス路線に含まれているが、使用車両はジャンボタクシーであり、路線バスではなく乗合タクシーに該当した。

## 関連子会社
- 寿タクシー株式会社（西脇市）